# Gábor Papp
Gábor Papp (* 4. Mai 1987 in Pécs) ist ein ungarischer Schach-Großmeister.

## Leben
Papp siegte oder belegte vordere Plätze in einigen Turnieren: zweimal 1. Platz bei der ungarischen U12-Meisterschaft (1998 und 1999), 2. Platz beim Turnier First Saturday GM in Budapest (Mai 2004), 3. Platz beim 11. Béla Papp Memorial (2004), 1. Platz bei der ungarischen U-18 Meisterschaft (2005) und 2. Platz beim ersten Gedeon Barcza Memorial in Budapest (2008).
Papp trägt seit 2004 den Titel Internationaler Meister. Die erforderlichen Normen erfüllte er bei der Juniorenweltmeisterschaft 2001 in Athen, bei einem IM-Turnier in Balatonlelle im Juni 2003 und bei einem GM-Turnier in Paks im November 2003. Seit 2011 ist er Großmeister, die Normen erfüllte er beim 24. Open in Cappelle-la-Grande im Februar 2008, im Juni 2010 beim Mitropacup in Chur und im Dezember 2010 beim Open in Zadar.
Papp spielt seit 1999 mit dem ASE Paks in der NB I. Szabó László csoport, der höchsten ungarischen Spielklasse. In Deutschland spielte er bis 2019 für den ESV Nickelhütte Aue, in der Saison 2019/21 für den BCA Augsburg und seit 2021 für den Hamburger SK, in der slowakischen Extraliga seit 2011 für den ŠK Slovan Bratislava, mit dem er 2013 slowakischer Mannschaftsmeister wurde, in der tschechischen Extraliga in der Saison 2016/17 für die zweite Mannschaft des ŠK JOLY Lysá nad Labem, in der österreichischen Bundesliga seit der Saison 2015/16 für L.A. Kraftanlage Ottakring und in der dänischen Skakligaen seit 2018 für das Team Xtracon Køge, mit dem er 2019 und 2020 Meister wurde. Papp hat 2016 mit dem rumänischen Verein CSM Baia Mare am European Club Cup teilgenommen. Papp heiratete im September 2019 die deutsche Großmeisterin der Frauen Sarah Hoolt.